# Peter Lamppu
Pertti Tuomas Lamppu, més conegut com a Peter Lamppu   (Finlàndia, 16 d'abril de 1943 - Northridge, 22 de desembre de 1995), fou un pilot de motocròs estatunidenc d'origen finlandès que destacà en competicions estatals a l'Amèrica del Nord a finals de la dècada del 1960 i començaments de la de del 1970. Durant aquella època, fou un dels principals pilots de Montesa als EUA i ajudà a popularitzar la Montesa Cappra VR en aquell país. Nascut a Finlàndia, a començaments dels 60 es traslladà als EUA i s'establí a Los Angeles, Califòrnia, on un cop retirat del motocròs va treballar durant anys per a la indústria cinematogràfica de Hollywood.
A començaments dels 70, l'importador de Montesa a Califòrnia, Kim Kimball, el va patrocinar i, des d'aleshores, Lamppu aconseguí diversos èxits amb les Cappra, entre ells el Campionat de la Costa Est. Sempre amb Montesa, participà al Campionat AMA de motocròs de 250cc de 1972 a 1974 (el 1973, a més, competí al de 500cc amb Kawasaki). El 1975, canvià de Montesa a ČZ. Durant aquells anys, Lamppu fou un dels pilots més emblemàtics del Campionat AMA i competí contra els millors del moment, entre ells Billy Grossi, Gaylon Mosier, Rich Thorwaldson, Marty Tripes i Gary Jones. Aquest darrer, va patir una greu lesió en una cursa de Supercross a Daytona el 1975, quan se li enganxà la cama a la roda posterior de la moto de Lamppu. Jones necessità més d'un any per a recuperar-se'n.